# SN 2006ll
SN 2006ll – supernowa typu Ia odkryta 11 października 2006 roku w galaktyce A220728-0054. W momencie odkrycia miała maksymalną jasność 22,50m.